# George Foss Schwartz
George Foss Schwartz (Cincinnati, 6 de setembre de 1872 - ?) fou un compositor i musicògraf nord-americà. Estudià en el Col·legi de Música de la seva ciutat natal i després en el de Leipzig. El 1905 es dedicà a l'ensenyança a Nova York, de 1897 a 1899 fou professor del Conservatori de Fresno (Califòrnia) des de 1902 ho fou de la Universitat de Califòrnia. Va compondre un Te Deum, un jubileu, motets per a veus i orquestra i 8 peces característiques per a violí i piano. A més, se li deuen: Harmonic analysis; A catechism of harmony; Melody harmonization; one hundred studies involving all the usual devices of harmony; Harmonic analysis, i Music during the Period of the Am. Revolution (1916).